# Somatina impunctulata
Somatina impunctulata là một loài bướm đêm trong họ Geometridae.